# ISO/CEI 17799
L'ISO/CEI 17799 est une norme internationale concernant la sécurité de l'information. Elle a été publiée conjointement en 2000, puis révisée en 2005, par l'Organisation internationale de normalisation (ISO) et la Commission Électrotechnique Internationale (CEI). Son titre en français est Technologies de l'information — Techniques de sécurité — Code de bonne pratique pour la gestion de la sécurité de l'information.
En 2007 la norme est renommée ISO/CEI 27002 pour s'aligner avec le système de numérotation de la famille ISO/CEI 27000. L'ISO/CEI 17799 a été annulée et c'est la nouvelle référence qui est utilisée.